# Trigona sesquipedalis
Trigona sesquipedalis là một loài Hymenoptera trong họ Apidae. Loài này được Almeida mô tả khoa học năm 1985.